# 梅多伍茲 (佛羅里達州)
梅多伍茲（英語：Meadow Woods）是位於美國佛羅里達州橙縣的一個人口普查指定地區。

## 地理
梅多伍茲的座標為28°22′29″N 81°21′50″W / 28.37472°N 81.36389°W，而該地最高點為海拔高度23米（即75英尺）。

## 人口
根據2010年美國人口普查的數據，梅多伍茲的面積為29.60平方千米，當中陸地面積為29.50平方千米，而水域面積為0.10平方千米。當地共有人口25558人，而人口密度為每平方千米863人。